# 杨光义
杨光义（?—?），后周到宋朝初年将领，宋太祖义社十兄弟之一。
杨光义与赵匡胤、李继勋、石守信、王审琦、刘庆义、刘守忠、刘廷让、韩重赟、王政忠等九人，结为“义社十兄弟”，杨光义在北宋最后官衔为保静军节度使。